# Лікарня Белв'ю
Лікарня Белв’ю (англ. Bellevue Hospital) — це найстаріша та найбільша державна лікарня у Сполучених Штатах Америки.
Лікарня Белв’ю - це великий медичний центр, що включає амбулаторну, спеціалізовану та кваліфіковану медичну допомогу, а також служби невідкладної та стаціонарної допомоги. Тут працюють 1200 лікарів і близько 5500 штатних працівників, будівля має 25 поверхів.
Щороку лікарня обслуговує понад півмільйона пацієнтів.

## Історія

### Заснування
Роком заснування вважається 1736 рік.
З 1787 по 1968 роки у лікарні працював викладацький склад разом із студентами Колумбійського університету. У 1819 році викладачі Нью-Йоркського університету почали проводити клінічне навчання в лікарні. У 1861 році був заснований медичний коледж лікарні Белв’ю.
В 1873 року в Белв’ю відкрилася школа медсестер, в 1874 році — дитяче відділення, в 1876 році - пункт невідкладної допомоги, в 1879 році - відділення для людей з психічними розладами (в той час підхід до лікування таких хворих вважався революційним, саме з цієї причини назва «Белв’ю» іноді використовується як метонімія для психіатричних лікарень).
У 1883 році у лікарні Белв’ю започатковано програму навчання в ординатурі, яка досі є зразком для хірургічного навчання в усьому світі. Через рік там була заснована лабораторія Карнегі, перша в країні лабораторія патології та бактеріології, а в 1888 році – перша в країні чоловіча школа медичних сестер. У 1892 році у Белв’ю створено спеціальне відділення для лікування алкозалежних.

### Розвиток
З 1902 році в лікарні починають працювати жінки та темношкірі лікарі. В 1911 році лікарня Белв’ю відкриває перше в країні амбулаторне кардіологічне відділення , а в 1917 році перше в Західній півкулі відділення для лікування метаболічних розладів. У 1918 році на другому поверсі лікарні починає працювати управління головного судово-медичного експерта Нью-Йорка.

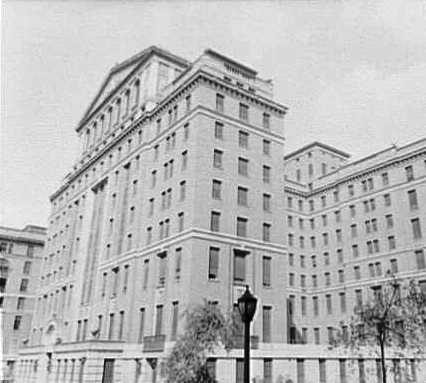
Адміністративна будівля лікарні, 1950 рік

В 1935 році при лікарні було відкрито першу школу для дітей з емоційними розладами. В 1942 році заснована перша в світі кардіопульмональна лабораторія, а в 1952 році відкрито відділення серцевої недостатності.
У 1960 році управління головного судово-медичного експерта переїхало з другого поверху в окреме приміщення, але продовжило співпрацю з лікарнею. У 1962 році створено перше відділення інтенсивної терапії, а в 1964 році лікарню Белв’ю було визначено як резервну лікарню для лікування приїжджих президентів, іноземних високопосадовців, дипломатів Організації Об'єднаних Націй та поранених працівників міських силових структур. У 1970 році лікарня Белв’ю стала однією з 11 лікарень, що надають невідкладну медичну допомогу.
В 1981 лікарня була сертифікована як офіційна кардіологічна станція, яка надає невідкладну допомогу при серцево-судинних захворюваннях; через рік це вже був центр мікрохірургічної реплантації, у 1983 році - травматологічний центр першого рівня, а в 1988 році - центр травм голови та спинного мозку. 
У 1990 році заснована акредитована програма навчання в ординатурі з невідкладної медицини. У 1998 році в будівлі колишньої психічної лікарні відкрився центр прийому безпритульних.  
У 2001 році почав видаватися журнал Bellevue Literary Review.

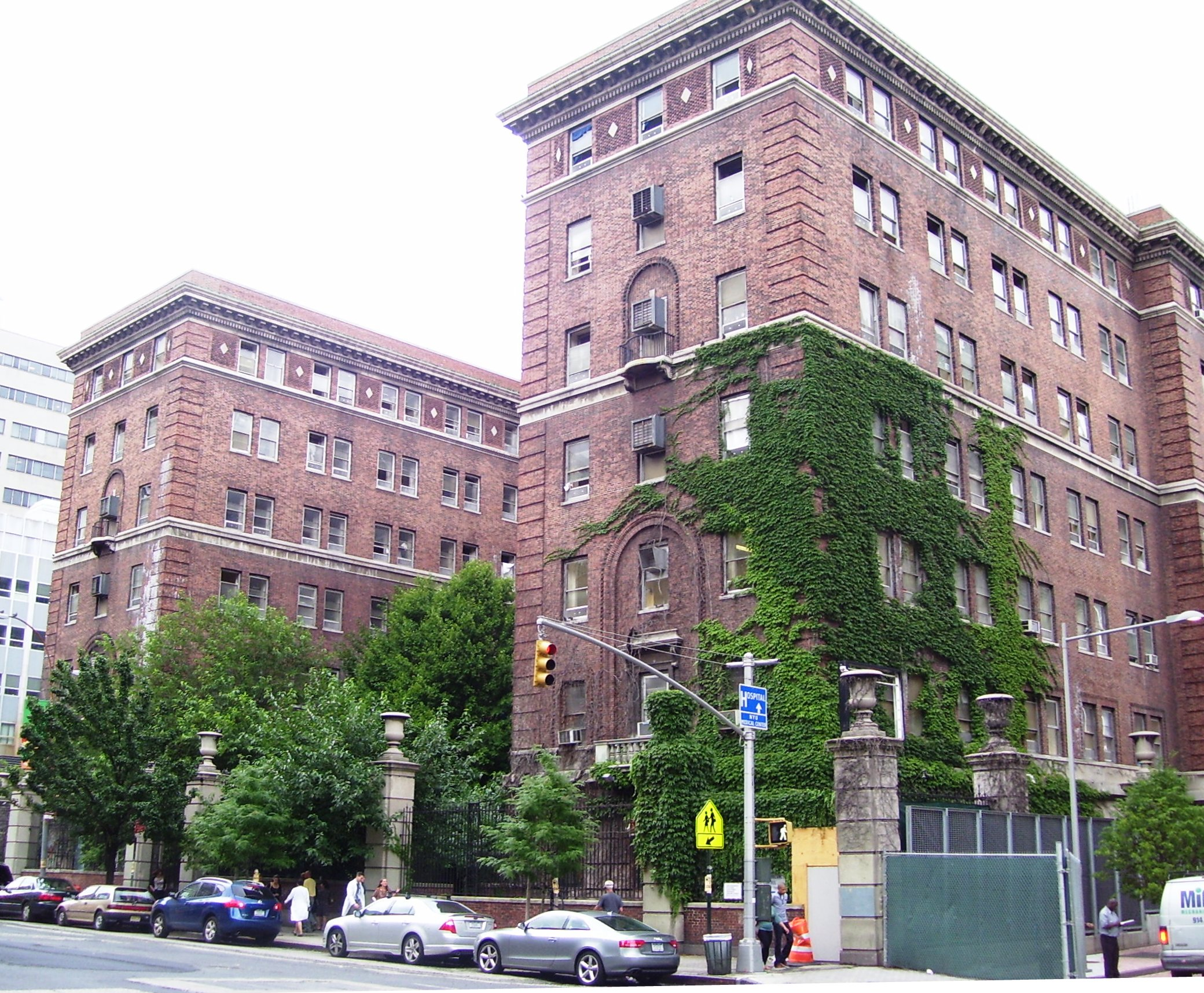
Стара будівля психіатричної лікарні Белв’ю

Лікарня Белв’ю була перейменована на NYC Health + Hospitals/Bellevue у листопаді 2015.

### Першість
У 1799 році у лікарні було відкрито перше пологове відділення в США. У 1808 році виконано першу в світі перев’язку стегнової артерії, а через десять років – першу перев’язку плечоголового стовбура.
У 1854 році лікарі Белв’ю запропонували законопроєкт яким дозволялося здійснювати розтин трупів для проведення анатомічних досліджень; через два роки лікарі також почали популяризувати використання шприца для підшкірних ін'єкцій.
В 1867 році в лікарні було створено одне з перших у країні амбулаторних відділень. У 1868 році лікар Стівен Сміт став першим уповноваженим з охорони здоров'я громадян в Нью-Йорку, він став ініціатором проведення національної кампанії щеплень. Рік по тому лікарня Белв’ю заснувала другу лікарняну службу швидкої медичної допомоги в Сполучених Штатах.
У 1889 році лікарі Белв’ю першими дійшли висновку, що туберкульоз це хвороба, якій можна запобігти; В 1894 році була проведена успішна операція на черевній порожнині з вогнепальним пораненням. В 1933 році відкрито стрептокіназу, яку пізніше використовуватимуть для лікування гострого інфаркту міокарда. В 1960 році виконано першу заміну мітрального клапана. У 1967 році лікарі провели першу пересадку нирки від померлого донора. У 1971 році розроблено першу активну імунізацію проти гепатиту В. У 1996 році лікарня відіграла ключову роль у розробці високоактивної антиретровірусної терапії. У жовтні 2014 року лікарня Белв‘ю прийняла на лікування хворого на Еболу. 

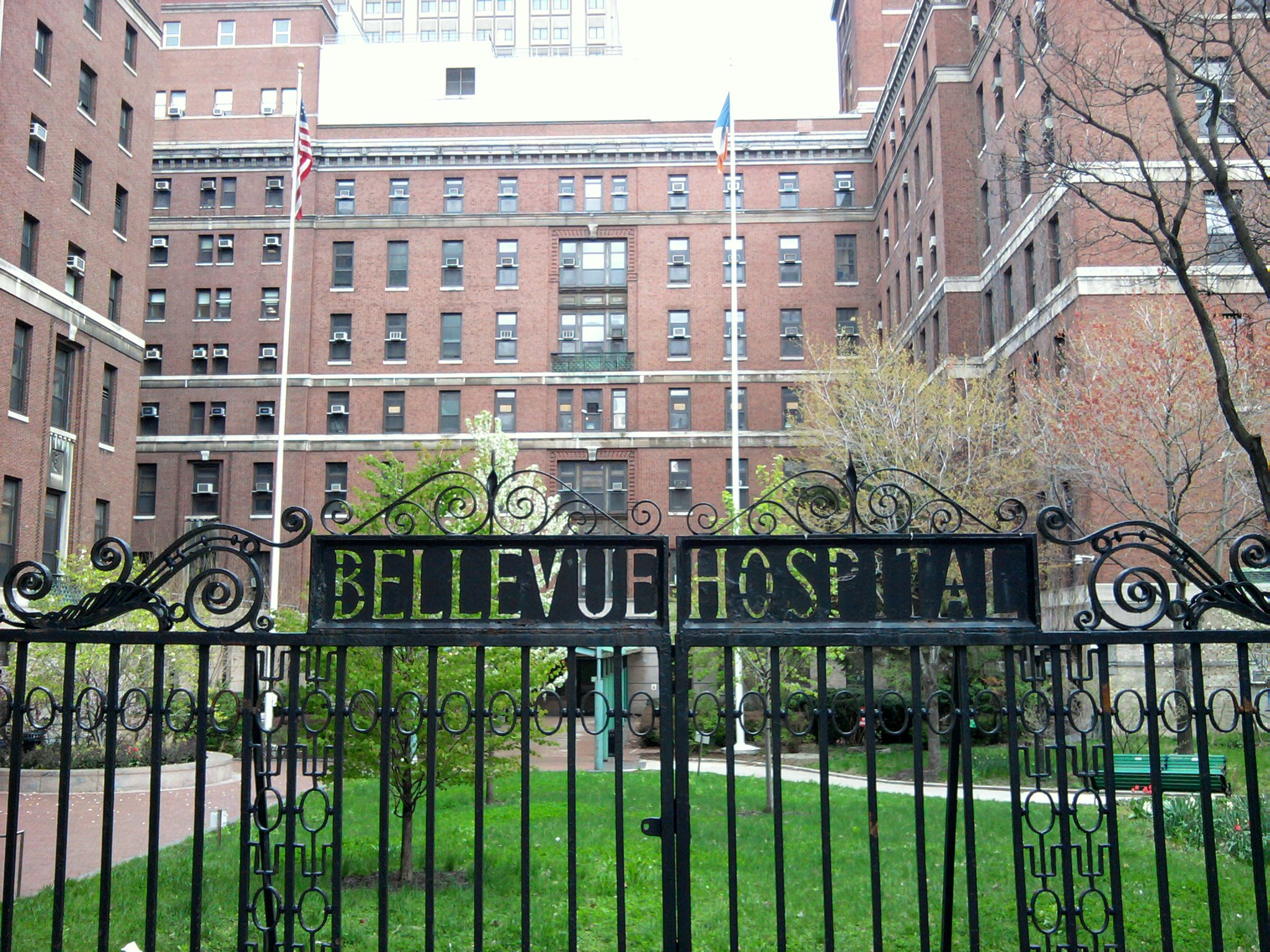
Вхідні ворота лікарні

## Обслуговування
Щороку лікарня Белв’ю обслуговує майже 460 000 амбулаторних пацієнтів, 106 000 пацієнтів, яким необхідна невідкладна допомога та близько 30 000 стаціонарних пацієнтів.
Лікарня Белв’ю – це лікарня, яка надає медичні послуги людям незалежно від їх страхового статусу чи платоспроможності. Лікарня займає 25-поверхову будівлю з відділенням інтенсивної терапії, цифрового радіологічного зв'язку та амбулаторним відділенням. У Белв’ю є окремі відділення невідкладної допомоги для дітей (0-25 років) та дорослих (25+ років). Лікарня налічує 1200 лікарів і близько 5500 штатних працівників.